# Wjatitschen
Die Wjatitschen (russisch вя́тичи) waren ein Verband ostslawischer Stämme, die in der zweiten Hälfte des 1. Jahrtausends n. Chr. Gebiete an der Oka und Moskva bewohnten. Neben Ilmenslawen, Kriviči, Severjane u. a. gehören sie zu den Stämmen, aus denen die Russen hervorgegangen sind.
Der Stammesname geht vermutlich auf einen Anführer namens Vjatko (Вятко) zurück. Manche Historiker verbinden den Namen allerdings mit Wenden oder Venetern, denn im Mittelalter wurde ihr Name vor der Vokalverschiebung als Ventiči (вентичи) ausgesprochen. Auch in der Nestorchronik lassen sich Hinweise auf die Herkunft der Wjatitschen aus dem Westen finden.
Mitte des 10. Jahrhunderts eroberte Svjatoslav I. die Gebiete der Wjatitschen und schloss sie als letzten unabhängigen ostslawischen Stamm der Kiewer Rus an. Allerdings behielten sie bis zum Ende des 11. Jahrhunderts eine gewisse Autonomie bei. Später wurde ihr Territorium unter dem Fürstentum Tschernigow, Fürstentum Rostow-Susdal und Fürstentum Rjasan aufgeteilt. Bis Ende des 12. Jahrhunderts behielten die Wjatitschen viele heidnische Bräuche und Traditionen, wie beispielsweise die Totenverbrennung und ihre Beisetzung in Kurganen. Nach und nach wurden diese Bräuche jedoch vom Christentum verdrängt.
Die Wjatitschen konnten als distinkte Einheit am längsten von allen anderen ostslawischen Stämmen überleben. Sie lebten ohne Fürsten und ihre gesellschaftliche Ordnung war durch Selbstverwaltung und Demokratie geprägt (siehe Veče). Ihre Hauptbeschäftigung war Landwirtschaft und Rinderzucht. Durch die aufblühenden Handwerk und Handel gründeten die Wjatitschen zahlreiche Städte, auch Moskau wurde 1147 im Land der Wjatitschen gegründet. Das letzte Mal wurden die Wjatitschen von den Chroniken im Jahr 1197 erwähnt. Indirekte Spuren lassen sich jedoch bis ins 14. Jahrhundert verfolgen.
Unter den Befestigungen des Moskauer Kremls stoßen Archäologen immer wieder auf Spuren einer alten Siedlung der Wjatitschen. Ihre Kurgane und Siedlungsspuren existieren zahlreich entlang der Oka und des Oberlaufs des Don.